# Ciudad Fernández
Ciudad Fernández è una municipalità dello stato di San Luis Potosí, nel Messico centrale, il cui capoluogo è la omonima località.
Conta 45.385 abitanti (2010) e ha una estensione di 519,35 km².